# Karhakkajärvi (Pajala socken, Norrbotten)
Karhakkajärvi är en sjö i Pajala kommun i Norrbotten och ingår i Torneälvens huvudavrinningsområde. Sjön har en area på 0,0968 kvadratkilometer och ligger 286,1 meter över havet.

## Delavrinningsområde
Karhakkajärvi ingår i det delavrinningsområde (756274-182439) som SMHI kallar för Förgrening. Medelhöjden är 275 meter över havet och ytan är 106,68 kvadratkilometer. Räknas de 266 avrinningsområdena uppströms in blir den ackumulerade arean 8 514,12 kvadratkilometer. Muonioälven (Njärrejåkkå) som avvattnar avrinningsområdet har biflödesordning 2, vilket innebär att vattnet flödar genom totalt 2 vattendrag innan det når havet efter 323 kilometer. Avrinningsområdet består mestadels av skog (67 procent), öppen mark (10 procent) och sankmarker (13 procent). Avrinningsområdet har 8,36 kvadratkilometer vattenytor vilket ger det en sjöprocent på 7,8 procent. Bebyggelsen i området täcker en yta av 1,08 kvadratkilometer eller 1 procent av avrinningsområdet.